# Politiezone Bredene/De Haan
De politiezone Bredene/De Haan (zonenummer 5450) is een Belgische politiezone, die bestaat uit West-Vlaamse gemeenten Bredene en De Haan behorende tot het gerechtelijk arrondissement West-Vlaanderen.